# Julian Faye Lund
Julian Faye Lund, né le 20 mai 1999 à Oslo en Norvège, est un footballeur norvégien qui évolue au poste de gardien de but au FK Bodø/Glimt.

## Biographie

### En club
Né à Oslo en Norvège, Julian Faye Lund est formé à l'Oppsal IF, où il fait ses débuts en quatrième division norvégienne. Il rejoint ensuite le Rosenborg BK où il poursuit son apprentissage.
Le 31 mars 2017 Julian Faye Lund est prêté au Levanger FK.
Le 22 mars 2019 Julian Faye Lund est prêté au Mjøndalen IF, club de première division.
Il est de retour à Rosenborg lors de la saison 2020. Il profite d'une blessure de l'habituel titulaire, André Hansen, pour faire ses débuts avec le club, le 5 juillet 2020, lors d'une rencontre de championnat remportée par son équipe par trois buts à zéro face au Stabæk Fotball.
Le 12 mai 2021, Julian Faye Lund est prêté à Ham-Kam, club évoluant alors en deuxième division.

### En équipe nationale
Julian Faye Lund est sélectionné avec l'équipe de Norvège des moins de 20 ans pour participer à la coupe du monde des moins de 20 ans en 2019 qui se déroule en Pologne. Il est le portier titulaire de la sélection durant le tournoi, jouant ainsi tous les matchs de son équipe, qui ne sort toutefois pas de la phase de groupe.
Julian Faye Lund fête sa première sélection avec l'équipe de Norvège espoirs face à la Turquie le 20 novembre 2018, en match amical. Lors de cette partie la Norvège s'impose par deux buts à deux.